# Franc monégasque
Pour les articles homonymes, voir franc.
 (décembre 2023).
Si vous disposez d'ouvrages ou d'articles de référence ou si vous connaissez des sites web de qualité traitant du thème abordé ici, merci de compléter l'article en donnant les références utiles à sa vérifiabilité et en les liant à la section « Notes et références ».
Le franc monégasque (officieusement MCF) fut l'unité monétaire de la principauté de Monaco de 1837 à 1999, date à laquelle il devint une subdivision de l'euro. Le franc monégasque était divisé en cent centimes.

## Histoire du franc monégasque
En 1814 et 1837, Monaco n'a frappé aucune monnaie courante en franc. Il faut remonter à 1734 pour voir apparaître des frappes en pezzetta. Au XVIIe siècle, la monnaie est calquée sur la livre tournois.
Lié au franc français avec un taux de change fixe (1 MCF pour 1 FRF) par un accord monétaire[Depuis quand ?], le franc monégasque était utilisé conjointement avec le franc français et facilement convertible avec lui.
Au début de 1999, il est devenu — comme le franc français et à la même parité — une simple division de l'euro et en 2002 a été complètement remplacé par l'euro au niveau des pièces et des billets.

## Pièces monégasques

### Avant Rainier III

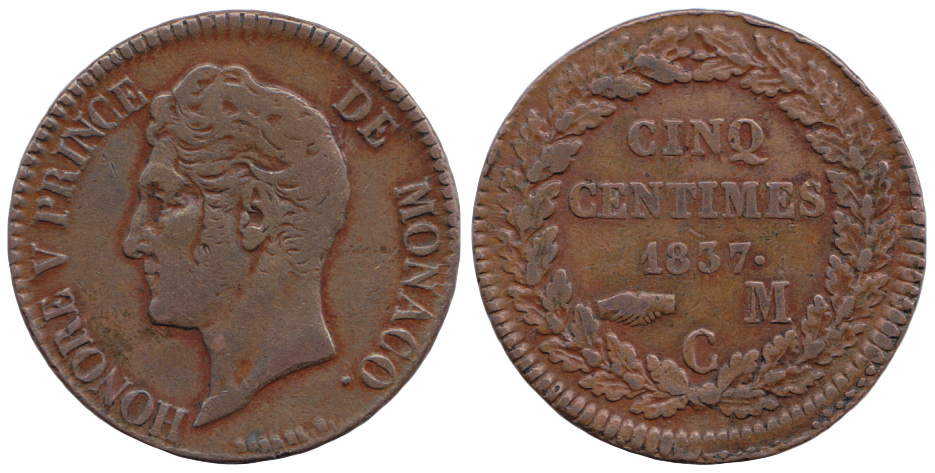
5 centimes 1837, Honoré V.

Les premières pièces en franc sont frappées à partir de 1837 sous le règne de Honoré V, d'une valeur de cinq centimes et un décime (dix centimes) en bronze. La pièce en argent de 5 francs est considérée comme rarissime.
Charles III et Albert Ier font frapper des pièces de 20 et 100 francs en or.
Avec Louis II commence une frappe régulière.

### SousRainier III
La série en anciens francs

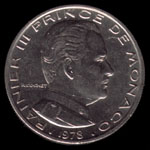

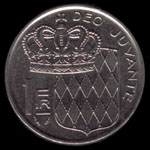

- La pièce (1950-1951) de 10 francs en aluminium-bronze
- La pièce (1950-1951) de 20 francs en aluminium-bronze
- La pièce (1950) de 50 francs en aluminium-bronze
- La pièce (1950) de 100 francs en cupro-nickel grand format
- La pièce (1956) de 100 francs en cupro-nickel petite (Henri Lagriffoul)

La première série en nouveaux francs (1960)
- La pièce de 1 centime en inox
- La pièce de 5 centimes en aluminium-bronze
- La pièce de 10 centimes en aluminium-bronze
- La pièce de 20 centimes en aluminium-bronze
- La pièce de 50 centimes en aluminium-bronze
- La pièce de 1 franc en nickel
- La pièce de 5 francs en argent

La deuxième série en franc (1965-2001)
- La pièce de 1/2 franc en nickel
- La pièce de 2 francs en nickel
- La pièce de 5 francs en nickel
- La pièce de 10 francs en cuivre
- La pièce de 10 francs bimétallique
- La pièce de 20 francs trimétallique

## Billets monégasques
La principauté de Monaco n'a émis que des billets de nécessité, et ce, en 1920, sous le règne du prince Albert 1er à cause de la pénurie de petites espèces après la Première Guerre mondiale. Seules existent des coupures de 25 centimes, 50 centimes et 1 franc.